# 6-Stunden-Rennen von Imola 2011

Autodromo Enzo e Dino Ferrari

Das 6-Stunden-Rennen von Imola 2011, auch 6 Ore di Imola, Circuito Internazionale Enzo e Dino Ferrari di Imola, fand am 3. Juli auf dem Autodromo Enzo e Dino Ferrari statt und war der dritte Wertungslauf der Le Mans Series dieses Jahres.

## Das Rennen
Nach der Niederlage beim 24-Rennen von Le Mans gelang der Werksmannschaft von Peugeot beim Langstreckenrennen von Imola die Revanche. In Le Mans hatte die Audi-Mannschaft Marcel Fässler/André Lotterer/Benoît Tréluyer im R18 TDI den Peugeot 908 von Sébastien Bourdais, Simon Pagenaud und Pedro Lamy nach 24 Stunden Fahrzeit um 14 Sekunden geschlagen.
In Imola gelang Peugeot ein deutlicher Doppelsieg. Sébastien Bourdais und Anthony Davidson siegten vor den Teamkollegen Franck Montagny und Stéphane Sarrazin. Der drittplatzierte Audi von Marcel Fässler und Timo Bernhard lag eine Runde zurück.

## Ergebnisse

### Schlussklassement
| 1               | LMP1    | 7  | Peugeot Sport Total     | Sébastien Bourdais Anthony Davidson                 | Peugeot 908               | 220 |
| 2               | LMP1    | 8  | Team Peugeot Total      | Franck Montagny Stéphane Sarrazin                   | Peugeot 908               | 220 |
| 3               | LMP1    | 1  | Audi Sport Team Joest   | Marcel Fässler Timo Bernhard                        | Audi R18 TDI              | 219 |
| 4               | LMP1    | 2  | Audi Sport Team Joest   | Allan McNish Tom Kristensen                         | Audi R18 TDI              | 219 |
| 5               | LMP1    | 13 | Rebellion Racing        | Andrea Belicchi Jean-Christophe Boullion            | Lola B10/60               | 213 |
| 6               | LMP1    | 12 | Rebellion Racing        | Nicolas Prost Neel Jani                             | Lola B10/60               | 213 |
| 7               | LMP1    | 16 | Pescarolo Team          | Emmanuel Collard Christophe Tinseau Julien Jousse   | Pescarolo 01              | 297 |
| 8               | LMP2    | 41 | Greaves Motorsport      | Karim Ojjeh Olivier Lombard Tom Kimber-Smith        | Zytek Z11SN               | 205 |
| 9               | LMP2    | 26 | Signatech Nissan        | Franck Mailleux Lucas Ordoñez Soheil Ayari          | Oreca 03                  | 203 |
| 10              | LMP2    | 33 | Level 5 Motorsports     | Scott Tucker Christophe Bouchut João Barbosa        | Lola B11/40               | 201 |
| 11              | LMP2    | 39 | Pecom Racing            | Luís Pérez Companc Matías Russo Pierre Kaffer       | Lola B11/40               | 201 |
| 12              | LMP2    | 49 | OAK Racing              | Alexandre Prémat Jacques Nicolet                    | OAK Pescarolo 01          | 200 |
| 13              | GTE Pro | 71 | AF Corse                | Jaime Melo Toni Vilander                            | Ferrari 458 Italia        | 198 |
| 14              | LMP2    | 42 | Strakka Racing          | Nick Leventis Danny Watts Jonny Kane                | HPD ARX-01d               | 197 |
| 15              | GTE Pro | 51 | AF Corse                | Giancarlo Fisichella Gianmaria Bruni                | Ferrari 458 Italia        | 197 |
| 16              | GTE Pro | 55 | BMW Motorsport          | Augusto Farfus Jörg Müller                          | BMW M3                    | 197 |
| 17              | GTE Pro | 77 | Team Felbermayr Proton  | Marc Lieb Richard Lietz                             | Porsche 997 GT3 RSR       | 196 |
| 18              | GTE Pro | 76 | IMSA Performance Matmut | Patrick Pilet Wolf Henzler                          | Porsche 997 GT3 RSR       | 196 |
| 19              | FLM     | 99 | JMB Racing              | Kyle Marcelli Chapman Ducote Nicolas Marroc         | Oreca FLM09               | 195 |
| 20              | FLM     | 95 | Pegasus Racing          | Mirco Schultis Patrick Simon Julien Schell          | Oreca FLM09               | 195 |
| 21              | LMP2    | 46 | TDS Racing              | Mathias Beche Pierre Thiriet Jody Firth             | Oreca 03                  | 194 |
| 22              | GTE Am  | 67 | IMSA Performance Matmut | Raymond Narac Nicolas Armindo                       | Porsche 997 GT3 RSR       | 194 |
| 23              | FLM     | 91 | Hope Racing             | Luca Moro Shan Qi Zhang Tor Graves                  | Oreca FLM09               | 194 |
| 24              | LMP2    | 44 | Extreme Limite AM Paris | Fabien Rosier Maurice Basso                         | Norma M200P               | 194 |
| 25              | GTE Am  | 50 | Larbre Compétition      | Patrick Bornhauser Julien Canal Gabriele Gardel     | Chevrolet Corvette C6-ZR1 | 193 |
| 26              | FLM     | 93 | Genoa Racing            | Jens Petersen Elton Julian Christian Zugel          | Oreca FLM09               | 192 |
| 27              | GTE Am  | 61 | AF Corse                | Piergiuseppe Perazzini Marco Cioci Stéphane Lémeret | Ferrari F430 GTC          | 192 |
| 28              | GTE Pro | 75 | Prospeed Competition    | Marc Goossens Marco Holzer                          | Porsche 997 GT3 RSR       | 191 |
| 29              | LMP2    | 35 | OAK Racing              | Frédéric Da Rocha Patrice Lafargue Andrea Barlesi   | OAK Pescarolo 01          | 191 |
| 30              | GTE Pro | 79 | Jota                    | Sam Hancock Simon Dolan                             | Aston Martin V8 Vantage   | 191 |
| 31              | LMP2    | 45 | Boutsen Energy Racing   | Dominik Kraihamer Nicolas De Crem                   | Oreca 03                  | 191 |
| 32              | LMP1    | 15 | OAK Racing              | Guillaume Moreau Pierre Ragues                      | OAK Pescarolo 01          | 188 |
| 33              | GTE Am  | 62 | CRS Racing              | Pierre Ehret Roger Wills Shaun Lynn                 | Ferrari F430 GTC          | 187 |
| 34              | LMP2    | 36 | RML                     | Mike Newton Thomas Erdos Ben Collins                | HPD ARX-01d               | 186 |
| 35              | GTE Am  | 82 | CRS Racing              | Klaas Hummel Adam Christodoulou Phil Quaife         | Ferrari F430 GTC          | 185 |
| 36              | GTE Pro | 56 | BMW Motorsport          | Dirk Werner Pedro Lamy                              | BMW M3                    | 182 |
| 37              | GTE Am  | 57 | Krohn Racing            | Tracy Krohn Niclas Jönsson Michele Rugolo           | Ferrari F430 GTC          | 170 |
| Nicht klassiert |         |    |                         |                                                     |                           |     |
| 38              | GTE Am  | 88 | Team Felbermayr Proton  | Horst Felbermayr junior Christian Ried              | Porsche 997 GT3 RSR       | 147 |
| Disqualifiziert |         |    |                         |                                                     |                           |     |
| 39              | GTE Am  | 63 | Proton Competition      | Patrick Long Gianluca Roda                          | Porsche 997 GT3 RSR       | 139 |
| Ausgefallen     |         |    |                         |                                                     |                           |     |
| 40              | GTE Pro | 58 | Luxury Racing           | François Jakubowski Anthony Beltoise Ralph Firman   | Ferrari 458 Italia        | 189 |
| 41              | LMP1    | 23 | MIK Corse               | Máximo Cortés Ferdinando Geri Giacomo Piccini       | Zytek 09                  | 157 |
| 42              | GTE Pro | 66 | JMW Motorsport          | Rob Bell James Walker                               | Ferrari 458 Italia        | 143 |
| 43              | LMP2    | 43 | RLR Msport              | Barry Gates Rob Garofall Simon Phillips             | MG Lola EX265             | 140 |
| 44              | GTE Pro | 89 | Hankook Team Farnbacher | Dominik Farnbacher Allan Simonsen                   | Ferrari 458 Italia        | 101 |
| 45              | LMP2    | 40 | Race Performance        | Michel Frey Ralph Meichtry Marc Rostan              | Oreca 03                  | 69  |
| 46              | GTE Pro | 64 | Lotus Jetalliance       | Lukas Lichtner-Hoyer Oskar Slingerland Martin Rich  | Lotus Evora               | 26  |
| 47              | GTE Pro | 65 | Lotus Jetalliance       | Jonathan Hirschi James Rossiter Johnny Mowlem       | Lotus Evora               | 8   |
| 48              | GTE Pro | 59 | Luxury Racing           | Stéphane Ortelli Frédéric Makowiecki                | Ferrari 458 Italia        | 1   |
| Nicht gestartet |         |    |                         |                                                     |                           |     |
| 49              | FLM     | 92 | Neil Garner Motorsport  | John Hartshorne Stephen Keating Phil Keen           | Oreca FLM09               | 1   |

1 nicht gestartet

### Nur in der Meldeliste
Hier finden sich Teams, Fahrer und Fahrzeuge, die ursprünglich für das Rennen gemeldet waren, aber aus den unterschiedlichsten Gründen daran nicht teilnahmen.
| Pos. | Klasse  | Nr. | Team                     | Fahrer                                               | Chassis                 |
| ---- | ------- | --- | ------------------------ | ---------------------------------------------------- | ----------------------- |
| 50   | GTE Am  |     | JMB Racing               |                                                      | Ferrari F430 GTC        |
| 51   | LMP2    |     | Pegasus Racing           |                                                      | Courage-Oreca LC75      |
| 52   | LMP1    | 007 | Aston Martin Racing      |                                                      | Aston Martin AMR-One    |
| 53   | LMP1    | 5   | Hope Racing              | Steve Zacchia                                        | Oreca 01                |
| 54   | LMP1    | 10  | Team Oreca Matmut        | Nicolas Lapierre Loïc Duval Olivier Panis            | Peugeot 908 HDi FAP     |
| 55   | LMP1    | 18  | Guess Racing Europ       | Thor-Christian Ebbesvik Chapman Ducote Kyle Marcelli | Lola B09/80             |
| 56   | LMP1    | 20  | Quifel - ASM Team        | Miguel Amaral Olivier Pla                            | Zytek 09SC              |
| 57   | LMP1    | 24  | OAK Racing               | Jacques Nicolet Richard Hein                         | OAK Pescarolo 01        |
| 58   | LMP2    | 33  | Level 5 Motorsports      | Scott Tucker Christophe Bouchut João Barbosa         | Lola B11/80             |
| 59   | LMP2    | 47  | Team LNT                 | Lawrence Tomlinson                                   | Radical SR9             |
| 60   | GTE Am  | 60  | Gulf AMR Middle East     | Roald Goethe Mike Wainwright Fabien Giroix           | Aston Martin V8 Vantage |
| 61   | GTE Pro | 78  | Gruppe M-Eterniti Racing | Stephen Jelley Tim Sugden                            | Porsche 997 GT3 RSR     |

### Klassensieger
| Klasse  | Fahrer             | Fahrer           | Fahrer         | Fahrzeug            | Platzierung im Gesamtklassement |
| ------- | ------------------ | ---------------- | -------------- | ------------------- | ------------------------------- |
| LMP1    | Sébastien Bourdais | Anthony Davidson |                | Peugeot 908         | Gesamtsieg                      |
| LMP2    | Tom Kimber-Smith   | Olivier Lombard  | Karim Ojjeh    | Zytek Z11SN         | Rang 8                          |
| FLM     | Kyle Marcelli      | Chapman Ducote   | Nicolas Marroc | Oreca FLM09         | Rang 19                         |
| GTE Pro | Jaime Melo         | Toni Vilander    |                | Ferrari 458 Italia  | Rang 13                         |
| GTE Am  | Nicolas Armindo    | Raymond Narac    |                | Porsche 997 GT3 RSR | Rang 22                         |

### Renndaten
- Gemeldet: 61
- Gestartet: 48
- Gewertet: 37
- Rennklassen: 5
- Zuschauer: unbekannt
- Wetter am Renntag: heiß und trocken
- Streckenlänge: 4,909 km
- Fahrzeit des Siegerteams: 6:01:01,623 Stunden
- Gesamtrunden des Siegerteams: 220
- Gesamtdistanz des Siegerteams: 1079,980 km
- Siegerschnitt: unbekannt
- Pole Position: Anthony Davidson – Peugeot 908 (#7) – 1:31,736 = 192,600 km/h
- Schnellste Rennrunde: Anthony Davidson – Peugeot 908 (#7) – 1:33,112 = 189,800 km/h
- Rennserie: 3. Lauf der Le Mans Series 2011
- Rennserie: 4. Lauf zum Intercontinental Le Mans Cup 2011